# Festiwal Pianistyki Polskiej w Słupsku
Festiwal Pianistyki Polskiej w Słupsku – słupski festiwal z udziałem najwybitniejszych polskich pianistów. Pierwsza edycja festiwalu odbyła się we wrześniu 1967 roku z inicjatywy Słupskiego Towarzystwa Społeczno-Kulturalnego. Pomysłodawcą był ówczesny dyrektor Koszalińskiej Orkiestry Symfonicznej, Andrzej Cwojdziński.
W 2006 r. odbyła się jubileuszowa, 40. edycja. Od roku 1974 festiwalowi towarzyszy „Estrada Młodych”, na której młodzi utalentowani polscy pianiści ubiegają się o tytuł laureata. Artystów ocenia Zespół Opiniujący złożony z wybitnych krytyków, muzykologów i profesorów akademii muzycznych. Dodatkowo przyznawane są nagrody w postaci nagrań radiowych, recitali i koncertów.
Od samego początku patronat honorowy nad festiwalem sprawuje Minister Kultury.